# Исландски университет
Исландският университет (на исландски: Háskóli Íslands) е публичен изследователски университет в столицата на Исландия, Рейкявик. Това е най-старата и най-голямата институция за висше образование в страната. Основан през 1911 г. като малко училище, днес университетът предоставя обучение на над 12 000 студенти в 25 факултета. Преподаване и изследвания се провеждат по хуманитарни и социални науки, право, медицина, природни науки, инженерство и педагогика.

## История
Исландският университет е основан от Алтинг (националния парламент на страната) на 17 юни 1911 г., обединявайки три бивши училища, които преподават теология, медицина и право. Първоначално университетът разполага с три факултета за тези три специалности плюс факултет по хуманитарни науки. През първата година в него се записват 45 студенти. Първият му ректор е Бьорн Олсен.
Университетът играе важна роля в построяването на исландската нация и е възприеман от исландците като важна стъпка към пълната им независимост. Призивите за национален исландски университет датират още от първото заседание на Алтинг през 1845 г. По това време исландските националисти подават молби към Дания за създаването на национално училище, което да предоставя достатъчно национално по характер обучение на исландците.
През първите си 29 години университетът се помещава в сградата на исландския парламент. През 1940 г. се премества в днешната си сграда, проектирана от архитекта Гудьоун Самуелсон. През последните години повишената конкуренция на местните колежи поощрява университета да подобри маркетинговата си стратегия и да реновира сградите си.